# Furcifer angeli
Espèce
Synonymes
- Chamaeleo angeli Brygoo & Domergue, 1968

Statut de conservation UICN

 LC  : Préoccupation mineure
Statut CITES
Furcifer angeli est une espèce de sauriens de la famille des Chamaeleonidae.

## Répartition
Cette espèce est endémique de Madagascar. Elle se rencontre dans les régions de Boeny et de Sofia.

## Étymologie
Cette espèce est nommée en l'honneur de Fernand Angel.

## Publication originale
- Brygoo & Domergue, 1968 : Les Caméléons à rostre impair et rigide de l'Ouest de Madagascar. Validité des espèces Chamaeleo labordi Grandidier, 1872, et C. antimena Grandidier, 1872. Description d'une espèce nouvelle C. angeli n.sp. et de la femelle de C. rhinoceratus Gray, 1845. Mémoires du Muséum national d'histoire naturelle: Zoologie, ser. A, vol. 52, n. 2, p. 71-110.